# Alda do Espírito Santo
Alda do Espírito Santo 
född 30 april 1926 i São Tomé och Príncipe, död 9 mars 2010 i Luanda i Angola, var en saotomeansk poet och politiker.
Santo föddes medan São Tomé og Principe fortfarande var en portugisisk koloni och utbildade sig till lärare i Lissabon. Under studietiden träffade hon studenter från andra kolonier i Afrika och började intressera sig för politik.
Hon skrev en feministisk artikel år 1949 och fyra år senare återvände hon till São Tomé för att arbeta som lärare.
Den 19 september 1974 demonstrerade hon samman med andra kvinnor vid  regeringspalatset mot förgiftning av vatten. Den internationella kvinnodagen firas varje år på denna dag.
Efter São Tomé og Principes självständighet år 1975 deltog hon i organisationen av landet som  
utbildnings- och kulturminister i övergångsregeringen och skrev texten till landets nationalsång, Independência total.
Santo var ordförande för Assembleia Popular Nacional 1980-1990 och var 
den första kvinnliga författare från Afrika som skrev på portugisiska. Hon har publicerat dikter i flera antologier och har skrivit böckerna 
É nosso o solo sagrado da terrac
 (Vår enda heliga plats på jorden) 
(1978), Mataram o rio de minha  cidade (De dödade floden i min stad) (2002) och A poesia e a vida (Poesi och liv) (2006).